# 三ッ木勇気
三ッ木 勇気（みつぎ ゆうき、1984年2月11日 - ）は、日本の女性声優。プロダクション・エース所属。以前はゆーりんプロに所属していた。埼玉県出身。

## 経歴
よこざわけい子声優ナレータースクール在学中に特別講師に来校した音響監督の亀山俊樹に見出され『銀河鉄道物語』でデビューした。

## 出演

### テレビアニメ
2003年
- 銀河鉄道物語（マギー・レッドフォード）

2005年
- IGPX（ジョニー）
- プレイボール（女生徒A、アナウンス）

2006年
- 銀河鉄道物語 〜永遠への分岐点〜（マギー・レッドフォード）
- プレイボール2nd（小学生1、女生徒A、観客、少年B）
- まじめにふまじめ かいけつゾロリ（女の子A）

2007年
- REIDEEN（ケト）

2009年
- 鋼の錬金術師 FULLMETAL ALCHEMIST（少女時代のトリシャ）
- ポケットモンスター ダイヤモンド&パール（マヨ）

### ゲーム
- SIMPLE 2000シリーズ Vol.73 THE 西遊闘猿伝（三蔵法師）
- SIMPLE 2000シリーズ Vol.87 THE戦娘（ナデシコ）（菊）
- SIMPLE 2000 シリーズ Vol.101 THE お姉チャンポン 〜THE お姉チャンバラ2特別編〜（菊）

### ドラマCD
- SUPER LOVERS LOV.3（国末美樹）

### 吹き替え
- ある素敵な日（ソ・ハヌル〈パク・ヘウォン〉）
- ウインドトーカーズ ※テレビ朝日版
- エグジット・スピード（アナベル・ドレイク）
- エルム街の悪夢（ナンシー〈ルーニー・マーラ〉）
- サンザシの樹の下で（ジンチュウ〈チョウ・ドンユィ〉）
- セックス・クラブ（ペイジ〈ケリー・マクドナルド〉）
- D-WARS ディー・ウォーズ
- ハッピー フィート
- ハリーズ・ロー 裏通り法律事務所（チュンホア・ラオ）
- ファイナル・デッドブリッジ（モリー・ハーパー〈エマ・ベル〉）
- 4400 未知からの生還者（テス・ドルナー）
- ホステージ（アマンダ・タリー）※テレビ版
- マーニーと魔法の書（ローラ）
- 魔法使いの弟子
- 窈窕淑女（チェ・スヨン〈パク・ハンビョル〉）
- わたしを離さないで（キャシー〈キャリー・マリガン〉）